# Poole (Elva)
Pour les articles homonymes, voir Poole (homonymie).
Poole est une localité de la commune d'Elva, en Estonie.
Au 31 décembre 2011, il compte 40 habitants.